# USS Bowfin (SS-287)
Za druga plovila z istim imenom glejte USS Bowfin.
USS Bowfin (SS-287) je bila jurišna podmornica razreda balao v sestavi Vojne mornarice Združenih držav Amerike.
Trenutno opravlja dolžnost muzejske ladje v Pearl Harborju (Havaji).

## Zgodovina
21. avgusta 1944 je podmornica potopila japonsko ecakuacijsko ladjo Tsushima Maru; umrlo je 1.484 civilistov, od tega 767 otrok.